# Sociální šetření
Sociální šetření je metoda profesionální sociální práce realizovaná za účelem seznámení se s přirozeným prostředím jedince/rodiny/členů společné domácnosti a získání informací o jeho/její/jejich životní a sociální situaci za účelem jejího posouzení. Sociální šetření vykonává sociální pracovník.
Sociální šetření je obecným východiskem pro určení a vyjednání cílů poskytované pomoci ve vztahu k řešení nepříznivé sociální události jedince, rodiny nebo členů společné domácnosti při řešení jejích/jeho obtížné životní situace s využitím dalších činností sociální práce (např. individuální/rodinné sociální práce zaměřené na posilování schopnosti klienta samostatně zvládnout své potíže; poskytnutí dávky; zprostředkování sociální služby apod.).

## Popis
Sociální šetření zjišťuje informace o
- jedinci, skupině jedinců
- povaze fyzického prostředí
- o povaze sociálního prostředí
- o situaci jedince v kontextu uvedených složek prostředí

Fáze sociálního šetření
1. Příprava – informace, dojednání termínu, představa a příprava na realizaci
2. Realizace – maximum informací, podpora v řešení, seznámení s náležitostmi řízení
3. Vyhodnocení – konečné zhodnocení a návrh plánu další pomoci

### Místo výkonu sociálního šetření
Sociální šetření je vykonáváno v přirozeném prostředí jedince. Přirozeným prostředím jedince, rodiny, nebo členů společné domácnosti může být domácnost, případně také místo vzdělávání, výkonu práce, realizace běžné sociální aktivity, dočasné či náhradní prostředí - zdravotnické či sociální zařízení lůžkového typu.

## Sociální šetření pro oblast nepojistných sociálních dávek
Při sociálním šetření u žadatele o nepojistnou sociální dávku sociální pracovník shromažďuje informace týkající se
- péče o vlastní osobu,
- přirozeného prostředí, ve kterém žije a ve kterém se pohybuje,
- rodinných či sousedských vztahů,
- potřeby pomoci od okolí,
- poskytovatele sociálních služeb či asistenta sociální péče atp.

V rámci sociálního šetření sociální pracovník ověřuje celkové sociální a majetkové poměry žadatele, stanovení okruhu společně posuzovaných osob, ať už pro nárok na dávky pomoci v hmotné nouzi nebo dávky pro osoby se zdravotním postižením atp. Sociální šetření v rodině by mělo současně podpořit spolupráci členů rodiny na řešení případu žadatele. V těch případech, kdy sociální šetření objeví problémy v sociálním fungování u jiných členů rodiny, je žádoucí, aby se sociální pracovník pokusil těmto členům rodiny nabídnout či zprostředkovat kvalifikovanou pomoc.
Vypracovaný písemný záznam o sociálním šetření odesílá sociální pracovník spolu s žádostí o posouzení zdravotního stavu posudkovému lékaři příslušné okresní správy sociálního zabezpečení. Na požádání předkládá záznam o sociálním šetření také posuzované osobě. Po obdržení posudku o zdravotním stavu se pokračuje v řízení a žadatel je vyrozuměn o stanovisku posudkového lékaře. Poté je vydáno rozhodnutí. V případě nespokojenosti má žadatel právo na odvolání do 15 dnů od převzetí rozhodnutí.

### Délka sociálního šetření v přirozeném prostředí žadatele
Doporučená délka provádění sociálního šetření je stanovena vyhláškou č. 332/2013 Sb., a to v délce trvání 105 – 250 minut, to v praxi znamená, že bude sociální šetření zpracováno kvalitně a co možná nejobjektivněji. Uvedenou dobu by měl sociální pracovník strávit se žadatelem v jeho přirozeném prostředí.

### Zdroje informací využívané sociálním pracovníkem
- od klienta,
- od nejbližšího sociálního prostředí klienta – rodina,
- od širšího sociálního prostředí – příbuzní, sousedi, přátelé,
- od institucí – škola, práce, lékař, soud atp.

### Sociální šetření pro účely dávek podmíněných nepříznivým zdravotním stavem –příspěvek na péči
Sociální šetření v rámci řízení o příspěvek na péči, kterým se zjišťuje schopnost samostatného života osoby v přirozeném sociálním prostředí ─ tj. rodina a domácnost osoby a místo, kde osoba pracuje, vzdělává se a realizuje běžné sociální aktivity ─ sleduje především tyto cíle:
1. Získání pokud možno objektivních poznatků o životní situaci žadatele a zejména o tom, jakým způsobem jsou nebo nejsou zajištěny jeho každodenní základní životní potřeby (definované v § 9 odst. 1 zákona č. 108/2006 Sb., o sociálních službách). Na základě těchto poznatků sociální pracovník vytvoří hodnověrný podklad pro posuzování stupně závislosti okresní správou sociálního zabezpečení a potažmo pro určení, zda má žadatel na příspěvek na péči nárok a v jakém stupni.
2. Posouzení, jaké potřeby pomoci žadateli o příspěvek na péči vznikají v souvislosti se zajištěním těchto základních životních potřeb, a to v přijatelném standardu, tj. zejména posouzení, jakým směrem orientovat základní sociální poradenství, případně zprostředkování další pomoci.
3. Posouzení, jaké další potřeby vznikají žadateli o příspěvek na péči, případně pečující osobě, v souvislosti se zajištěním péče.

Sociální pracovník při sociálním šetření pro účely příspěvku na péči neposuzuje, zda žadatel základní životní potřeby samostatně zvládá, nebo ne, ale pouze zjišťuje a popisuje, jak daný člověk tyto potřeby samostatně zajišťuje či jsou mu zajišťovány druhou osobou. Sociální pracovník proto v záznamu ze sociálního šetření slovně podrobně zachycuje, jak žadatel uspokojuje základní životní potřeby, ale nehodnotí, nakolik je samostatně zvládá nebo nezvládá.
Sociální šetření provádí příslušná krajská pobočka Úřadu práce také v průběhu hospitalizace osoby ve zdravotnickém zařízení lůžkové péče, jestliže je této osobě poskytována u jednoho nebo postupně u více poskytovatelů zdravotních služeb následná nebo dlouhodobá lůžková péče pro tutéž nemoc nebo úraz trvající nepřetržitě déle než 60 dnů. Podmínkou je, že tato skutečnost byla oznámena a doložena podle § 21 odst. 1 písm. e) zákona o sociálních službách.

## Vykonavatel sociálního šetření
Podle § 25 odst. 1 zákona č. 108/2006 Sb., o sociálních službách platí, že sociální šetření může vykonávat pouze sociální pracovník, který splňuje odbornou způsobilost. Sociální pracovník je samostatný profesionál vzdělaný v oboru, který se řídí etickým kodexem své profese. Ve své činnosti je povinen respektovat práva a potřeby klientů. Sociální pracovník se pohybuje v rámci práv a povinností definovaných právním systémem, zaměstnavatelem a profesními standardy.

## Legislativa a nelegislativní podpora
- Zákon č. 108/2006 Sb., o sociálních službách, ve znění pozdějších předpisů – příspěvek na péči, řešení nepříznivé sociální situace klienta a podpory sociálního začlenění SP OÚ a KÚ (novela POÚ), činnosti SP, odborná kvalifikace, další vzdělávání
- Zákon č. 111/2006 Sb., o pomoci v hmotné nouzi, ve znění pozdějších předpisů – pomoc v hmotné nouzi a řešení nepříznivé sociální situace
- Zákon č. 359/1999 Sb., o sociálně právní ochraně dětí, ve znění pozdějších předpisů (související doporučené postupy 2/2009, 3/2009 a 9/2009)
- Vyhláška č. 332/2013 Sb., o vzoru Standardizovaného záznamu sociálního pracovníka
- Vyhláška č. 55/2011 Sb., o činnostech zdravotnických pracovníků a jiných odborných pracovníků
- Doporučený postup MPSV 1/2012
- Instrukce MPSV č. 5/2015 soc. šetření při PnP
- Instrukce MPSV č. 13/2016 soc. šetření ve zdr. zařízení
- Instrukce MPSV č. 19/2016 standard minimálního rozsahu sociální práce na Úřadu práce ČR[1]